# Milaor
Milaor ist eine philippinische Stadtgemeinde in der Provinz Camarines Sur. Sie hat 31.150 Einwohner (Zensus 1. August 2015).

## Baranggays
Milaor ist politisch in 20 Baranggays unterteilt.
| - Alimbuyog - Amparado (Pob) - Balagbag - Borongborongan - Cabugao - Capucnasan - Dalipay - Del Rosario (Pob) - Flordeliz - Lipot | - Mayaopayawan - Maycatmon - Maydaso - San Antonio - San Jose (Pob) - San Miguel (Pob) - San Roque (Pob) - San Vicente (Pob) - Santo Domingo (Pob) - Tarusanan |